# Sabtu Bersama Bapak
Sabtu Bersama Bapak (Deutsch: Samstag mit Papa) ist ein indonesisches Filmdrama von Monty Tiwa aus dem Jahr 2016, das auf dem Buch von Adhitya Mulya mit demselben Titel beruht. Das offizielle Poster wurde am 28. Februar 2016 veröffentlicht, der Trailer wurde am 23. März offiziell vorgeführt und der Film erschien am 5. Juli 2016.

## Inhalt
Gunawan Garnida und seine Frau Itje haben zwei Söhne, Satya und Cakra. Eines Tages erfährt Gunawan, dass er nur noch ein Jahr zu leben hat. Er entscheidet, dass der Tod ihn nicht daran hindern wird, seinen beiden Söhnen und seiner Frau die Unterstützung zu geben, die sie brauchen. Er macht vor seinem Tod viele Aufnahmen mit Nachrichten für seine beiden Söhne und seine Frau Itje.
Im Erwachsenenalter haben Gunawans Söhne Satya und Cakra ihre jeweiligen Probleme. Satya hat Probleme bei der Bewältigung des Ehelebens mit seiner Frau Rissa. Cakra hat große Schwierigkeiten bei der Suche nach seiner großen Liebe. Auch Gunawans Frau Itje hat Probleme, vor denen sie alleine stehen wird. Dennoch kann Gunawan ihnen Hilfe leisten, obwohl er bereits tot ist.

## Soundtrack
Der Soundtrack wurde vom indonesischen Musiklabel Falcon Music produziert.
| Nr. | Titel        | Songwriter                  | Interpret |
| --- | ------------ | --------------------------- | --------- |
| 1   | Lagu Cinta   | Iwan Fals, Billy J Budiarjo | Iwan Fals |
| 2   | I’m Sorry    | Ammir                       | Wizzy     |
| 3   | Cinta Sejati | Enold, Dewa                 | Sorga     |

## Rezeption

### Zuschauerwertung
Bei IMDb hat der Film Sabtu Bersama Bapak ein Zuschauerwertung von 7,5 von 10 möglichen Punkten (Stand: November 2020).

### Nominierungen & Auszeichnungen
| Preisverleihung               | Jahr | Preis                        | Empfänger           | Ergebnis  |
| ----------------------------- | ---- | ---------------------------- | ------------------- | --------- |
| Bandung Film Festival         | 2016 | Lobenswerter Nebendarsteller | Deva Mahendra       | Nominiert |
| Bandung Film Festival         | 2016 | Lobenswerter Regisseur       | Monty Tiwa          | Nominiert |
| Maya Awards                   | 2016 | Bester Nebendarsteller       | Deva Mahendra       | Nominiert |
| Maya Awards                   | 2016 | Beste Musik                  | Andhika Triyadi     | Nominiert |
| Maya Awards                   | 2016 | Bester Kurzauftritt          | Jennifer Arnelita   | Gewonnen  |
| Indonesian Movie Actors Award | 2017 | Lieblingsfilm                | Sabtu Bersama Bapak | Nominiert |
| Indonesian Movie Actors Award | 2017 | Beste Nebendarstellerin      | Ira Wibowo          | Nominiert |
| Indonesian Movie Actors Award | 2017 | Lieblingsnebendarstellerin   | Ira Wibowo          | Nominiert |